# 余深
參數所指定的目標頁面不存在，建議更正成存在頁面或直接建立下列一個頁面（建立前請先搜尋是否有合適的存在頁面可以取代）：
- 丰国公

余深（？—1128年），福建福州人。
元丰五年(1082年)，中进士。曾任御史中丞兼侍读。因办理张怀素案时包庇蔡京，蔡京力荐至执政。大观二年（1108年），以吏部尚书拜尚书左丞。蔡京致仕后，余深不安，多次请罢，以资政殿学士知青州。
政和二年(1112 年)，蔡京复起，余深为其门下侍郎。宣和元年（1119年），拜少保，封丰国公。当时福建取花果扰民，余深上言惹怒宋徽宗，出为镇江军节度使、知福州。因其与蔡京关系甚密，多人上章弹劾，余深惧怕，乞致仕。建炎二年（1128年），降中大夫。

## 延伸阅读
[在维基数据编辑]
 《宋史·卷352》，出自脱脱《宋史》